# براق ییلماز
براق ییلماز (ترکی استانبولی: Burak Yılmaz؛ زادهٔ ۱۵ ژوئیهٔ ۱۹۸۵) بازیکن سابق و مربی کنونی فوتبال اهل ترکیه است. 
ییلماز یکی از ۹ بازیکنی است که در سه باشگاه بزرگ ترکیه فوتبال بازی کرده‌است و تنها یکی از دو بازیکنی است که به همراه سرگن یالچین در تیم‌های بزرگ سه و ترابزون‌اسپور (که به آنها «چهار بزرگ» نیز گفته می‌شود) بازی کرده‌است. ییلماز دو بار بهترین گلزن سوپر لیگ در فصل ۲۰۱۱–۱۲ با ۳۳ و ۲۰۱۲–۱۳ فصل با ۲۴ گل است.
براق ییلماز در آنتالیای ترکیه متولد شد، فرزند فیکرت ییلماز، دروازه‌بان سابق آنتالیااسپور بود و در آنتالیااسپور فوتبال را شروع کرد و اولین قرارداد حرفه ای خود را در ژوئیه ۲۰۰۲ امضا کرد و اولین بازی حرفه ای خود را در فصل ۲۰۰۲–۲۰۰۳ لیگ اول TFF انجام داد. پس از ۴ فصل حضور در آنتالیااسپور، ییلماز به تیم بشیکتاش در فصل ۲۰۰۶–۰۷، جایی که او یک و نیم فصل بازی کرد و در درجه اول به عنوان وینگر مستقر شد. ییلماز قبل از پیوستن به فنرباغچه طلسم کوتاهی در مانیسااسپور داشت. در فصل ۲۰۰۹–۱۰ سوپر لیگ فوتبال ترکیه ییلماز به طور قرضی به تیم اسکی‌شهراسپور پیوست، در پنجره نقل و انتقالات زمستانی فصل ۲۰۰۹–۱۰ به ترابوزان اسپور منتقل شد و در آنجا کار خود را با مربیگری شنول گونش ادامه داد، و با ۳۳ گل در فصل ۲۰۱۱–۱۲ بهترین گلزن سوپر لیگ فوتبال ترکیه شد.
پس از ۳ فصل گذراندن در ترابزون‌اسپور که در آن یک جام ترکیه و سوپرجام ترکیه را به دست آورد، ییلماز به گالاتاسارای پیوست، جایی که چهار فصل در آنجا خواهد ماند، و همچنین دو قهرمانی سوپر لیگ خود را در فصل‌های ۲۰۱۲–۱۳ و ۲۰۱۴–۱۵ به دست آورد. بهترین گلزن لیگ در سال ۲۰۱۲–۱۳ برای دومین بار در حرفه خود. در ۷ نوامبر ۲۰۱۲ براق در پیروزی۳-۱ خارج از خانه مقابل سی اف آر کلوژ در لیگ قهرمانان اروپا هت تریک کرد و تبدیل به اولین بازیکن ترکیه‌ای شد که از زمان تونجای شانلی در یک بازی لیگ قهرمانان سه گل به ثمر رساند. در سال ۲۰۱۶، ییلماز برای دو فصل به باشگاه بیجینگ گوان در لیگ برتر چین پیوست که در مجموع ۲۸ گل به ثمر رساند. ییلماز سپس بعد از طلسم دوم خود که دو فصل به طول انجامید، به ترابزون‌اسپور بازگشت. در فصل ۲۰۱۸–۱۹، ییلماز برای دومین مرتبه به بشیکتاش پیوست . او در بشیکتاش در دو فصل به ترتیب ۱۱ و ۱۳ گل به ثمر رساند. در سال ۲۰۲۰ ییلماز به باشگاه لیل در لیگ ۱ فرانسه پیوست و در اولین فصل با گل هایش به این تیم کمک کرد بعد از ده سال به قهرمانی در لیگ ۱ برسد.
براق ییلماز که از سال ۲۰۰۱ تا ۲۰۰۶ در گروه‌های سنی مختلف جوانان به عنوان ترکیه حضور داشت، اولین بازی خود را برای بزرگسالان در یک بازی دوستانه مقابل آذربایجان در سال ۲۰۰۶ انجام داد. ییلماز با داشتن ۷۷ بازی ملی با به ثمر رساندن ۳۱ گل، در رده دوم گلزنان تاریخ ترکیه بعد از هاکان شوکور قرار دارد.